# Monolistra calopyge
Monolistra calopyge là một loài giáp xác trong họ Sphaeromatidae.